# Kubanische Volleyballnationalmannschaft der Männer
Die kubanische Volleyballnationalmannschaft der Männer ist eine Auswahl der besten kubanischen Spieler, die die Federación Cubana de Voleibol bei internationalen Turnieren und Länderspielen repräsentiert.

## Geschichte

### Weltmeisterschaft
Bei den ersten Teilnahmen an der Volleyball-Weltmeisterschaft kam Kuba nicht über die Plätze 19 und 17 hinaus, aber danach arbeiteten sich die Kubaner allmählich nach oben. Über die Ränge dreizehn und acht steigerten sie sich 1978 auf den dritten Platz. Nach einem schwächeren Turnier 1982 (Zehnter) und einem fünften Rang 1986 erreichten sie 1990 das Endspiel gegen Italien. Bei den nächsten beiden Weltmeisterschaften wurden sie Vierter und Dritter. 2002 folgte der Absturz auf Platz 19 und auch bei der WM 2006 erreichte Kuba nur den 15. Platz. Bei der WM 2010 gewann Kuba völlig überraschend die Silbermedaille.

### Olympische Spiele
1972 in München endete Kubas erstes olympisches Turnier auf Rang zehn. Bei den Spielen 1976 feierten die Kubaner mit dem Gewinn der Bronzemedaille ihren bislang größten Erfolg. Vier Jahre später wurden sie Achter. Als sie 1992 wieder dabei waren, verpassten sie als Vierter nur knapp eine Medaille. Bei den Turnieren 1996 und 2000 gab es die Plätze sechs und sieben. Danach nahm Kuba erst wieder 2016 teil, es gelang jedoch kein Sieg.

### NORCECA-Meisterschaft
Bei der ersten NORCECA-Meisterschaft gewann Kuba 1969 gegen Gastgeber Mexiko den Titel und verteidigte diesen zwei Jahre später vor eigenem Publikum gegen die USA. 1973 gelang dem US-Team die Revanche, aber danach triumphierte Kuba viermal in Folge. Nach einem dritten Platz 1983 und einer Endspiel-Niederlage gegen die USA 1985 gelangen den Kubanern von 1987 bis 1997 sechs weitere Erfolge in Serie. 1999 verloren sie nochmal gegen die US-Amerikaner, ehe sie 2001 einen weiteren kontinentalen Titel holen. Danach gab es zwei dritte und einen zweiten Platz. 2009 und 2011 gewannen sie das Turnier erneut. 2017 zog Kuba seine Teilnahme zurück und war erstmals nicht bei der NORCECA-Meisterschaft vertreten. 2019 kehrten sie mit ihrem 16. Titel zurück.

### World Cup
Nach dem neunten Platz von 1969 stiegen die Kubaner 1977 als Dritter des World Cup in die Medaillenränge vor. Vier Jahre später erreichten sie das Finale gegen die Sowjetunion. 1985 fehlten sie, aber 1989 gewannen sie gegen Italien zum ersten Mal den Titel. Der Versuch, den Titel zu verteidigen, endete im Endspiel, in dem erneut die Sowjets triumphierten. Nach einem schwächeren Turnier 1995 (Sechster) gab es 1999 die dritte Finalniederlage gegen Russland.

### Weltliga
Bei ihren ersten vier Auftritten in der Weltliga verloren die Kubaner zwischen 1991 und 1994 dreimal das Endspiel gegen Italien; 1993 wurden sie Vierter. Nach einem dritten Platz 1995 und dem vierten Rang 1996 scheiterten sie 1997 erneut im Finale gegen die Südeuropäer. Als letztere ein Jahr später nur den vierten Platz belegten, gewann Kuba gegen Russland den Titel. Doch bereits 1999 stand Italien wieder vor Kuba. Danach wurden die Resultate der Kubaner schlechter. Im Jahr 2000 wurden sie Achter, 2001 Fünfter. In den folgenden beiden Jahren kamen sie nicht über Rang 13 hinaus, ehe sie über Platz sieben wieder auf den dritten Rang kamen. 2006 und 2007 belegten sie erneut den siebten Platz. Im Wettbewerb 2008 reichte es nur zum zehnten Platz. 2009 und 2010 gelang mit jeweils Platz vier wieder eine deutliche Steigerung. 2011 landete man auf Platz acht.

### Nations League
2023 nahm Kube erstmals an der Volleyball Nations League teil. Die beste Platzierung gelang 2025 mit Rang 7.